# Teus van den Berg-Been
Teuntje Agatha „Teus“ van den Berg-Been (* 9. Februar 1926 in Brielle; † 14. Mai 2021 in Haarlem) war eine niederländische Bildhauerin.

## Leben und Werk
Teus van den Berg-Been wurde in Brielle geboren. Nach Abschluss der Algemene Middelbare School strebte sie eine Ausbildung in der Modeklasse der „Academie voor Beeldende Kunsten Rotterdam“ (Akademie der Schönen Künste in Rotterdam, heutiger Name Willem de Kooning Academie), an. Da der Modekurs bereits belegt war, besuchte sie ab 1946 auf Anraten des Dekans zunächst den Modellierkurs in der Bildhauerabteilung, blieb dann aber dabei und schloss ihre Ausbildung 1950 ab. Sie erhielt Unterricht von Gerardus „Gerard“ Hoppen.
Im Anschluss begann Teus van den Berg-Been am Koninklijk Instituut voor de Tropen in Amsterdam als Dozentin in der Entwicklung für visuelle Hilfsmittel zu arbeiten und blieb 25 Jahre in diesem Beruf. Sie begann dann, Kunsthandwerk an der Volkshogeschool zu unterrichten.
Bereits im Studium hatte Teus van den Berg-Been 1948/49 den Auftrag zur Gestaltung einer Bronzetafel zum Gedenken an Schüler der Hogereburgerschool in Brielle, die im Zweiten Weltkrieg umgekommen waren, erhalten. Dies war der Beginn ihrer Tätigkeit als freie Bildhauerin. 1963 besuchte sie außerdem die Internationale Sommerakademie für Bildende Kunst Salzburg. Von Amsterdam zog sie nach Haarlem, wo sie von 1980 bis 1995 lebte und in ihrem Atelier an der Spaarne, neben der Waage von Haarlem, arbeitete. Später lebte sie in Heemstede.
Teus van den Berg-Been verwendete als Werkstoffe für ihre Arbeiten Beton, Polyester, Bronze und Eisen.
Sie führte viele Auftragsarbeiten aus, darunter das Mahnmal für die von den Nazis am 6. und 7. Juni 1943 vom KZ Herzogenbusch in das Vernichtungslager Sobibor deportierten und ermordeten Kinder. Auf den Bronzetafeln des Denkmals sind 1269 Namen von jüdischen Kindern und Jugendlichen aufgeführt. Auf dem Sockel ist in Bronze Kinderspielzeug zu sehen, wie Kreisel, Spielzeugauto, Puppe und ein Teddybär. An Schulen sind viele Arbeiten von Teus van den Berg-Been ausgestellt, oft mit Darstellungen lesender oder spielender Kinder, aber auch praktische Spielskulpturen, eine Kombination aus Kunst und angewandten Spielgeräten wie Klettergerüste oder Kletterstatuen. Sie fertigte auch viele Reliefs für die Fassaden von Gebäuden an.
Gelegentlich nahm sie an Ausstellungen teil, wie etwa:
- 1978: De Vishal, Haarlem
- 1986: Galerie Dubbelzeven, Amersfoort
- 1987: Art & Architecture, Amsterdam
- 1992: Achter de Zuilen, Overveen[3]

## Werke im öffentlichen Raum
- 1949: Gedenktafel an der Hogereburgerschool, Brielle
- 1963: Lezende jongen, Brielle
- 1966: Samenspel, Leeuwarden
- 1967: Onder moeders paraplu, Fassadenrelief, Vlaardingen
- 1967: Hans Onversaecht, Brielle
- 1969: Ezeltjes, Fassadenrelief, Vlaardingen
- 1971: Joods monument, Gemeentehuis, Brielle
- 1971: Drie zwanen, Brielle
- 1974: Handje Klap, Basisschool, Oud-Alblas
- 1988: Nils Holgersson, Alphen aan den Rijn
- 1999: Monument der verloren kinderen, KZ Herzogenbusch
- 2009: Waldy Nods, Den Haag
- Drie spelende kinderen, Papendrecht[3]

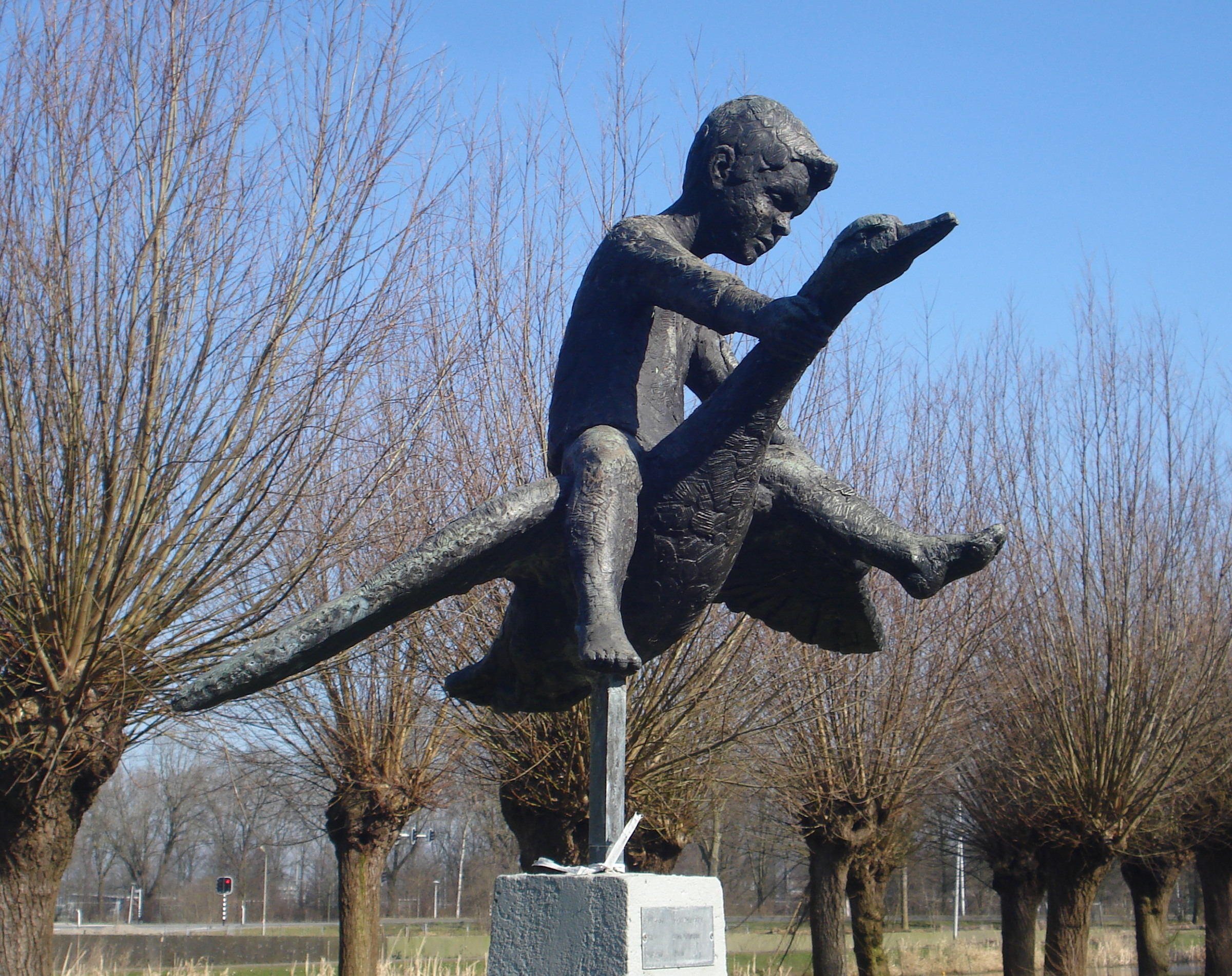
Nils Holgersson
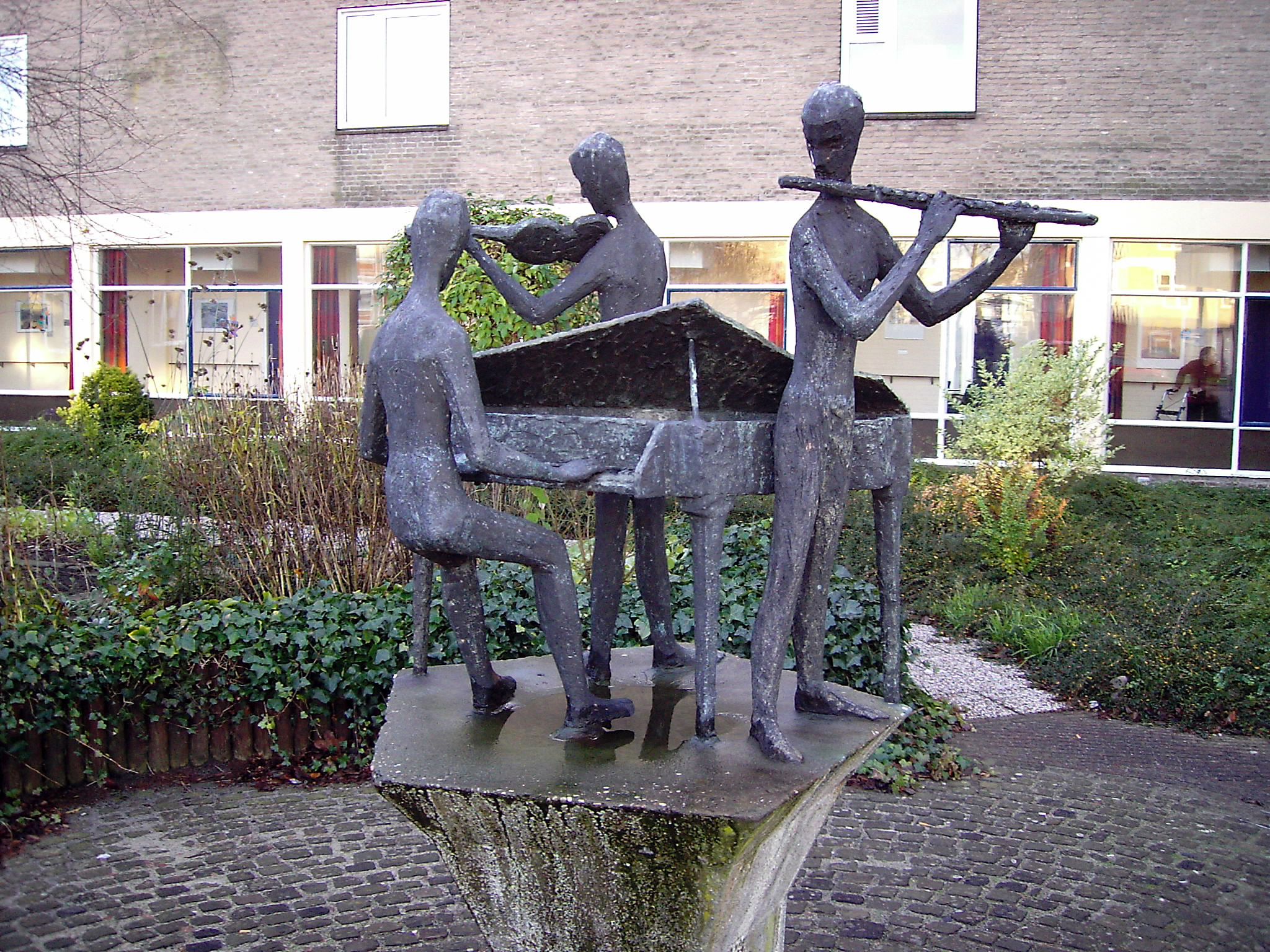
Samenspel
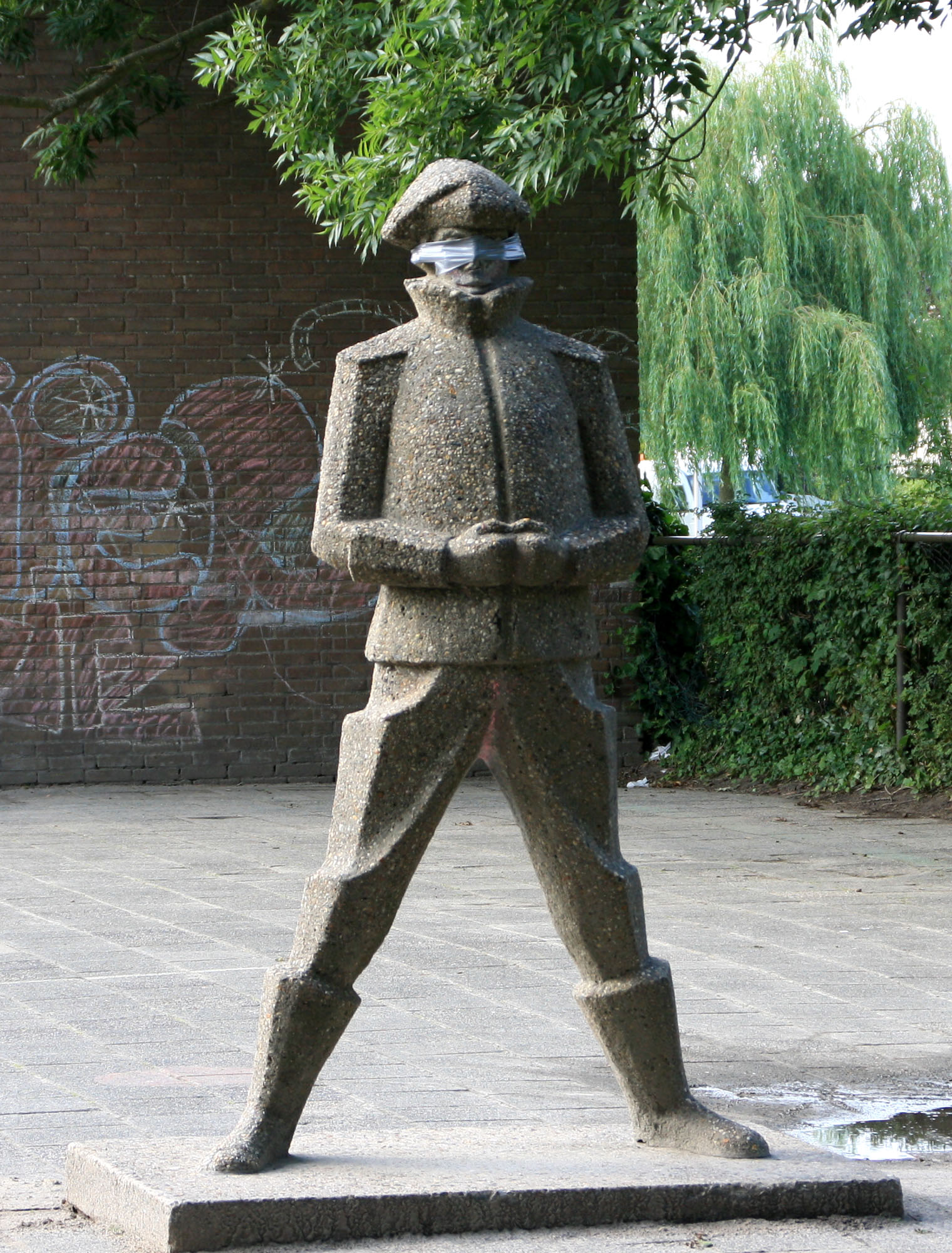
Hans Onversaecht
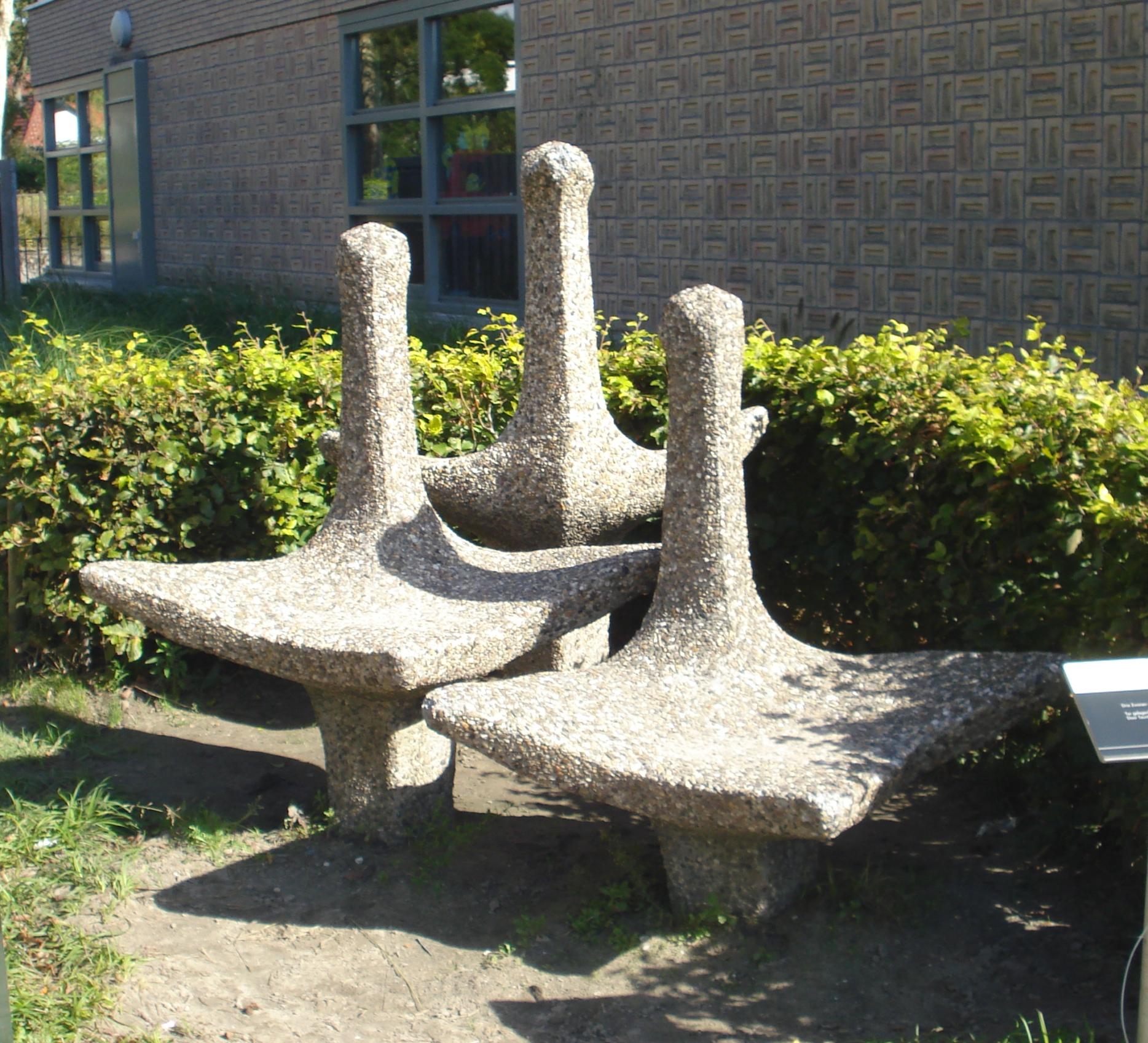
Drie zwanen
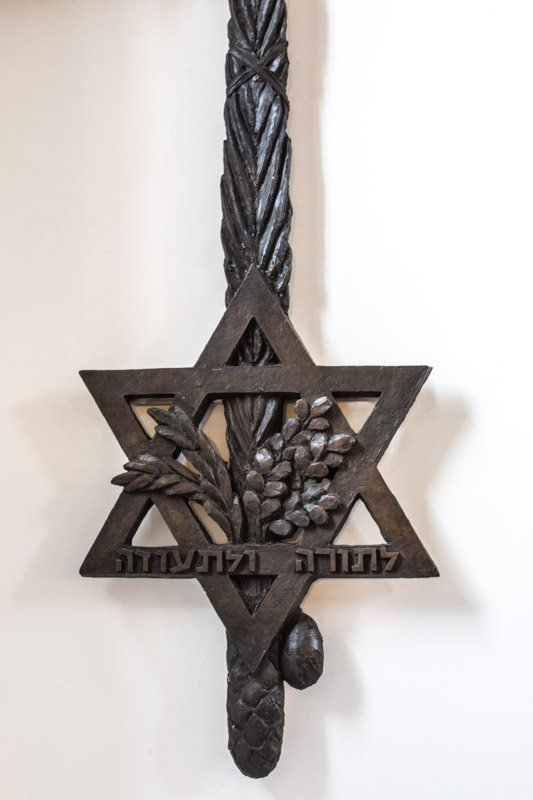
Joods monument
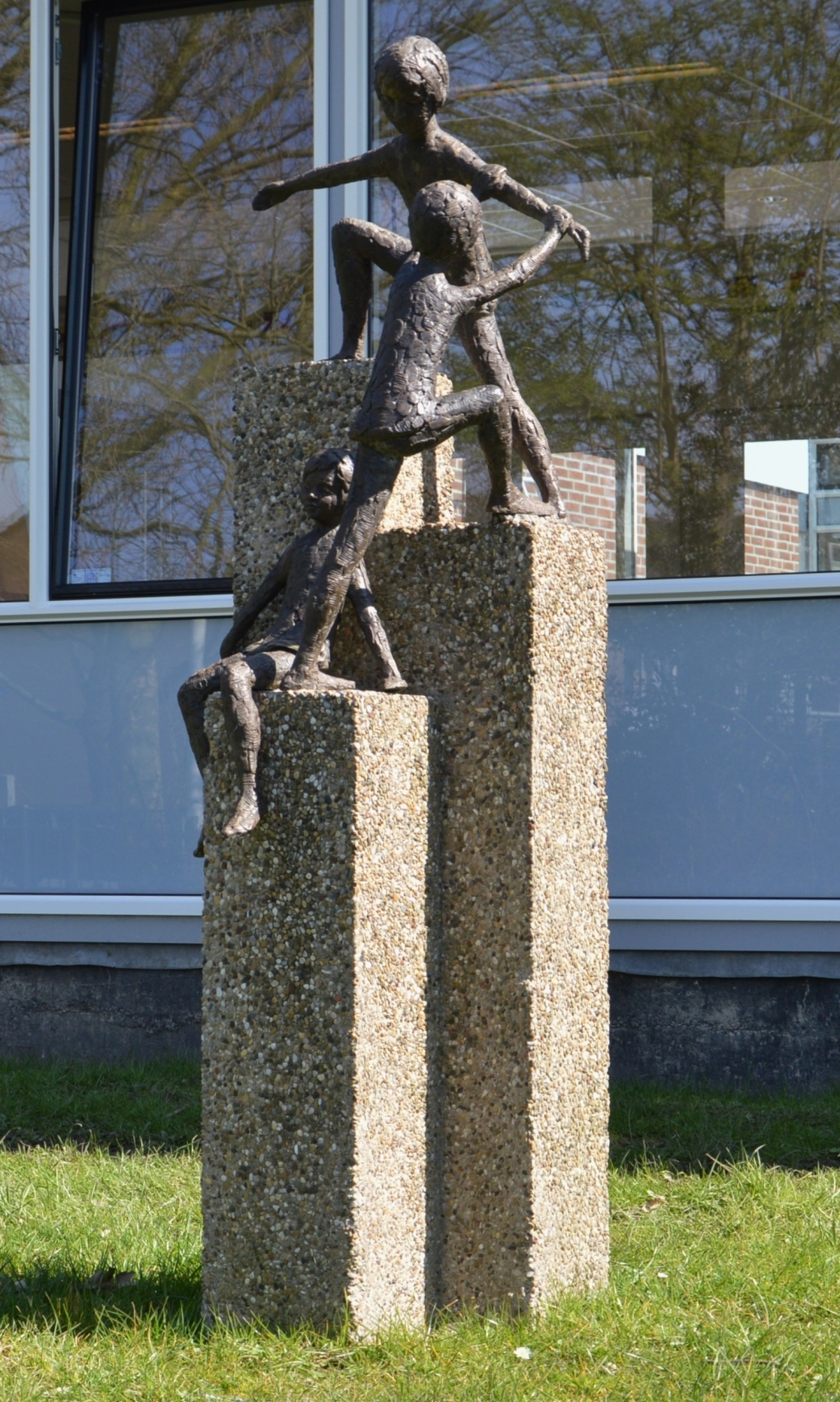
Drie spelende kinderen

Monument der verloren kinderen
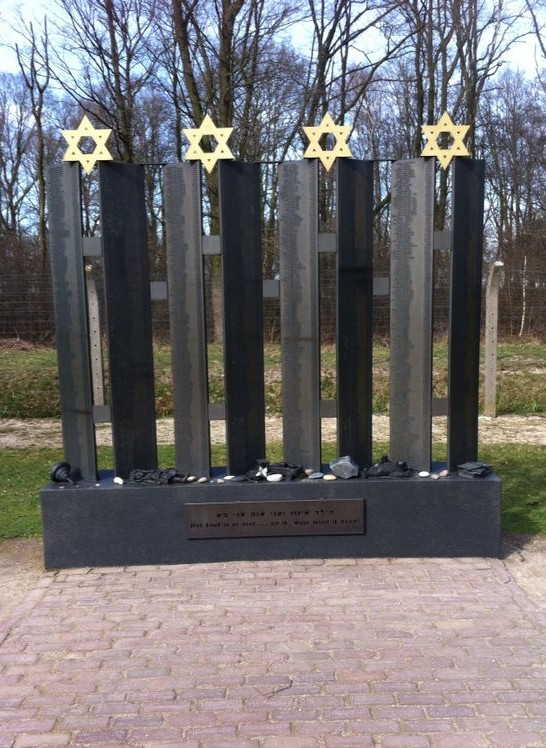
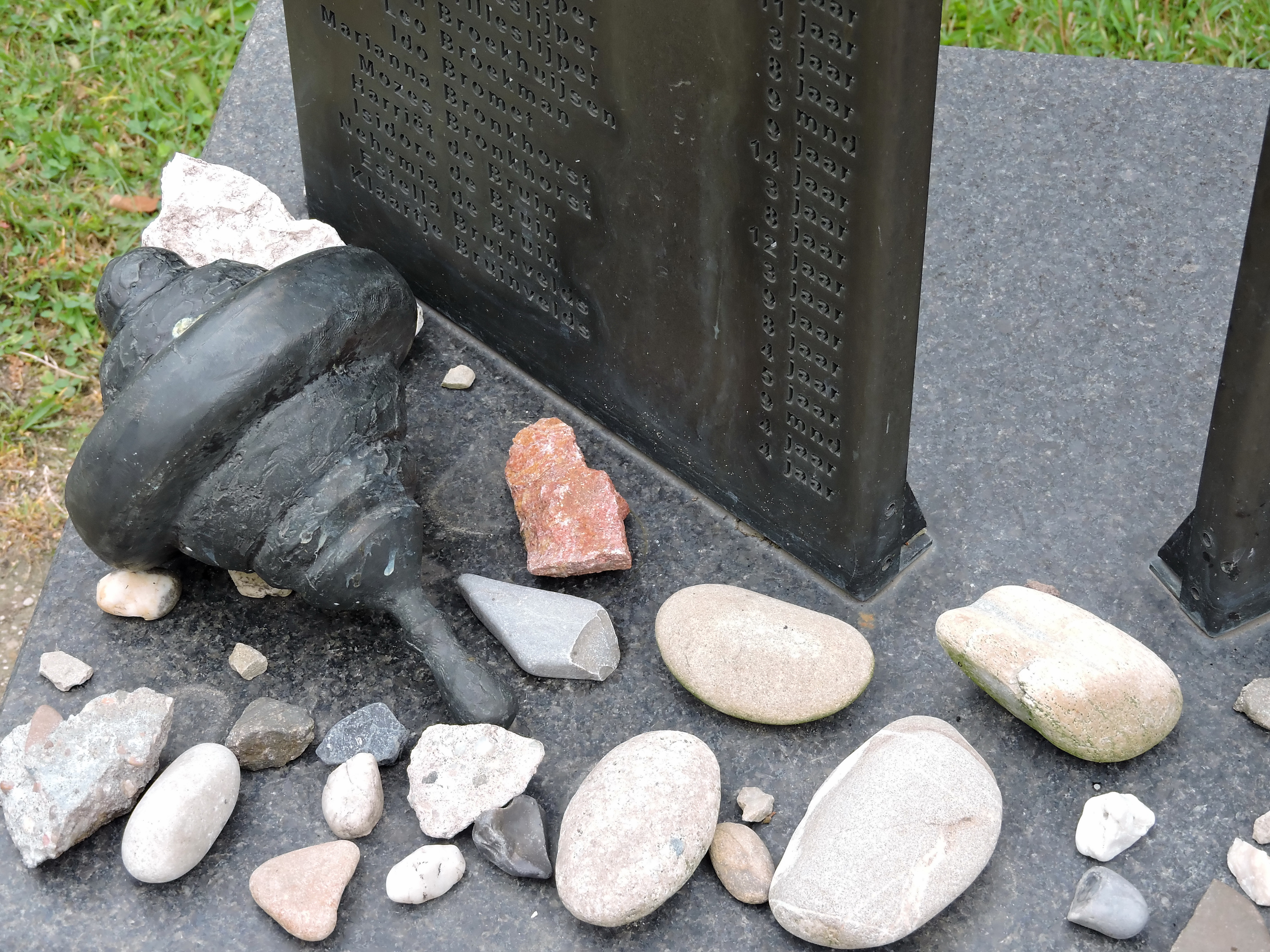
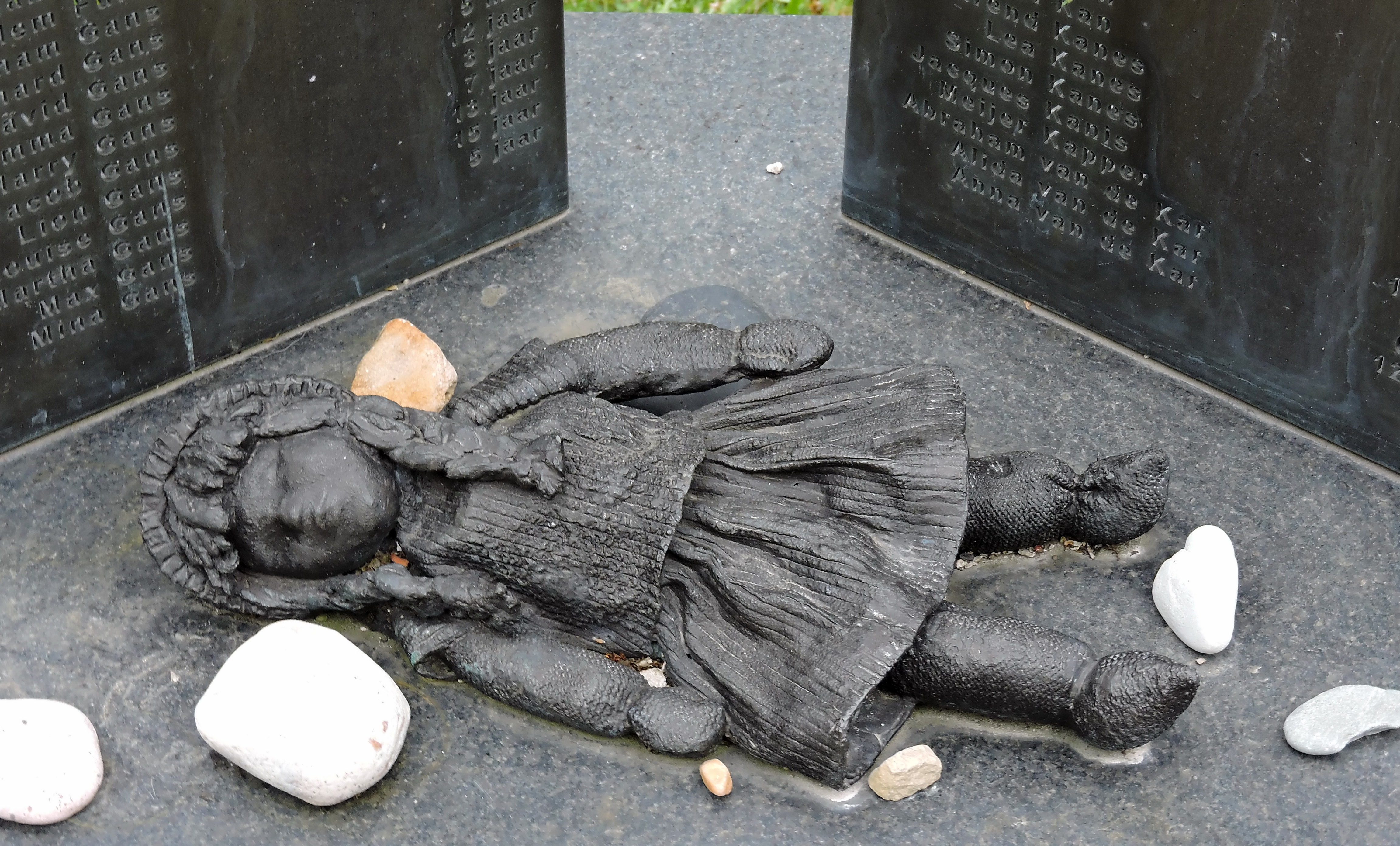
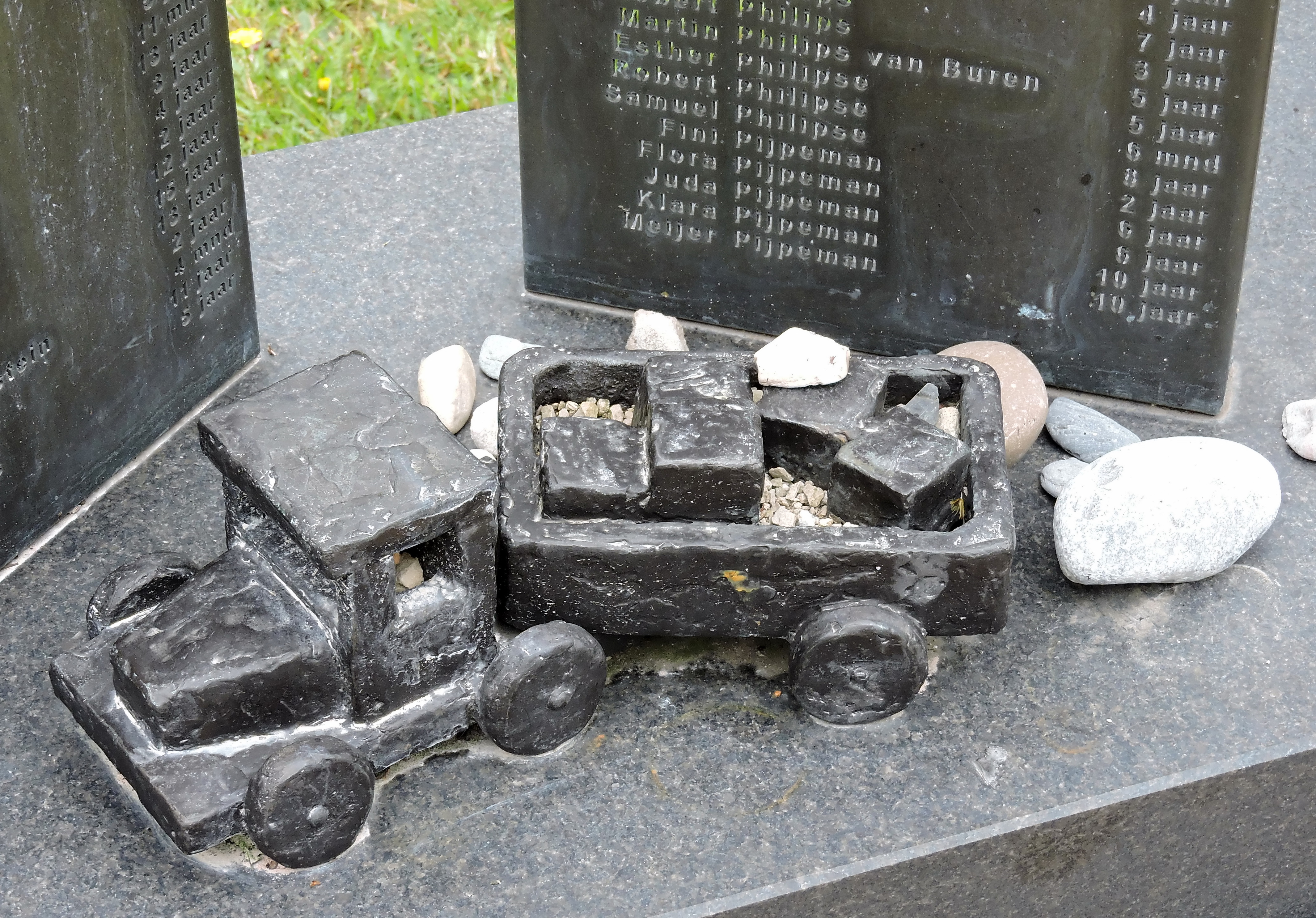
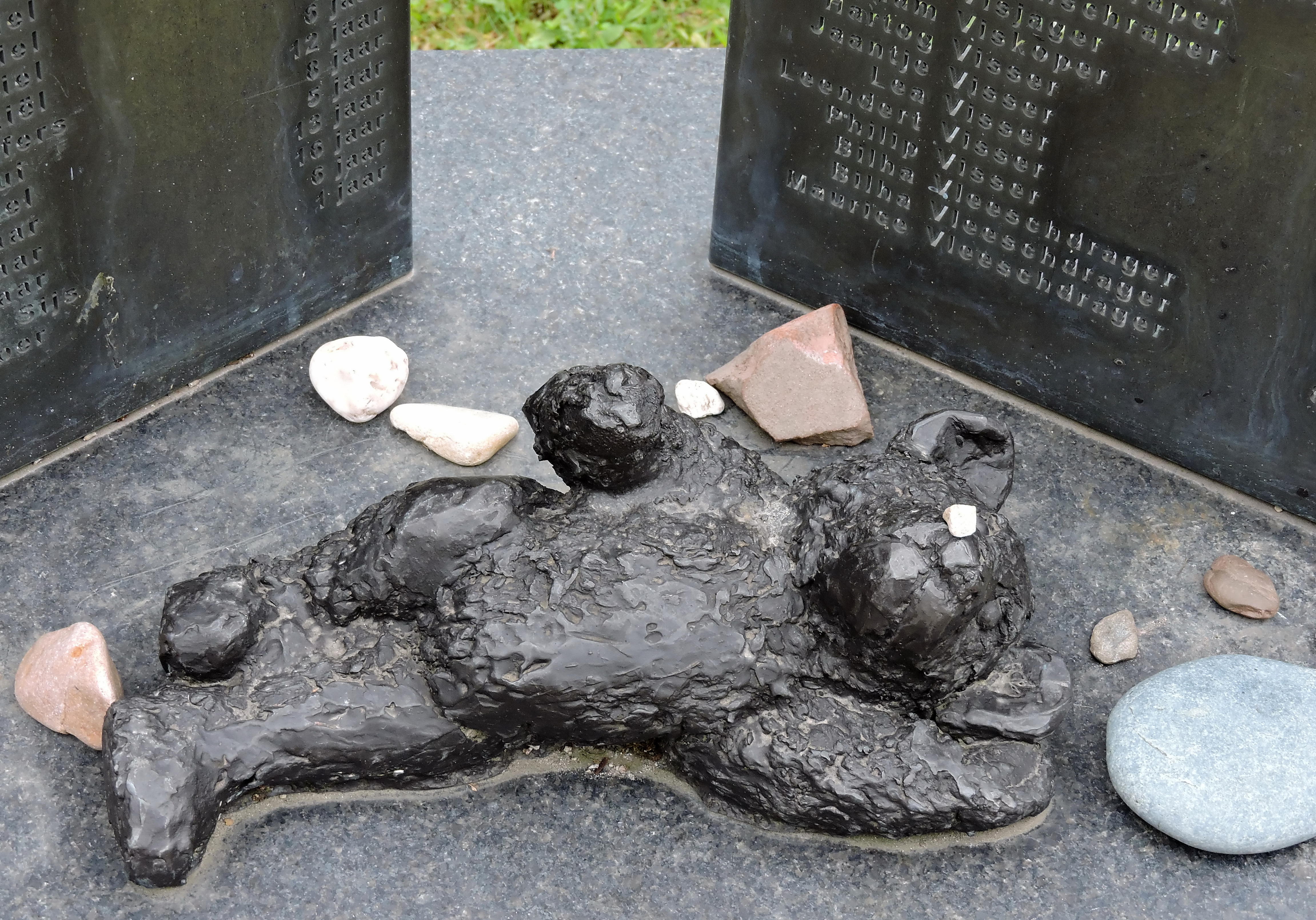